# 南蘇丹
南蘇丹共和國（英語：Republic of South Sudan），通稱南蘇丹（英語：South Sudan），是非洲東北部一個內陸國家，2011年從蘇丹獨立。東面是埃塞俄比亞，南面是剛果民主共和國、肯亞和烏干達，西面是中非共和國，北面是蘇丹。包含白尼羅河所形成廣闊的蘇德沼澤。目前首都是第一大城市朱巴，未來計畫將遷都到位置較居中的拉姆塞爾。
現代南蘇丹與蘇丹共和國的領土原為埃及的穆罕默德·阿里王朝佔據，後來成為英埃共管蘇丹，1956年蘇丹共和國獨立後成為其一部分，被劃分為南部10省。第一次蘇丹內戰後，蘇丹南方於1972年至1983年得到自治。第二次蘇丹內戰於1983年爆發，至2005年簽署《全面和平條約》，成立蘇丹南方自治政府。2011年，南蘇丹獨立公投以98.83%通過，南蘇丹共和國於2011年7月9日0时宣告獨立，有30个國家的國家元首或政府代表参加南苏丹共和国的独立庆典仪式，联合国秘书长潘基文也参加了成立仪式。2011年7月14日南苏丹共和国正式加入聯合國成为聯合國会员国。目前也為非洲聯盟、東非共同體等組織的成員國。2012年7月，簽署了日內瓦公約。
南蘇丹獨立之後仍然有激烈的內部衝突，2014年以後在脆弱國家指數（前身為失敗國家指數）的評分一直是全球最高。该国在2013年至2020年陷入内战，遭受了猖獗的侵犯人权行为，包括强迫流离失所、种族屠杀和各方杀害记者。不过此后，前交战各派的领导人萨尔瓦·基尔·马亚尔迪特和里克·马查尔达成了团结协议，组建了联合政府，为难民回国铺平了道路。
南苏丹人口主要由黑人组成，在人口统计上属于世界上最年轻的国家，大约有一半不到18岁。大多数居民信奉基督教或各种土著信仰。该国是联合国会员国，非洲联盟、东非共同体、政府间发展管理局成员，以及日内瓦公约的缔约国。2019年，南苏丹在联合国世界幸福报告中排名倒数第一，在全球和平指数上排名倒數第三，在美国和平基金脆弱国家指数上排名第四。

## 歷史

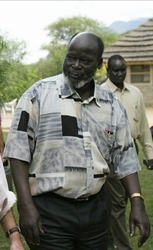
南蘇丹國父約翰·加朗帶領蘇丹人民解放軍直到2005年他逝世為止

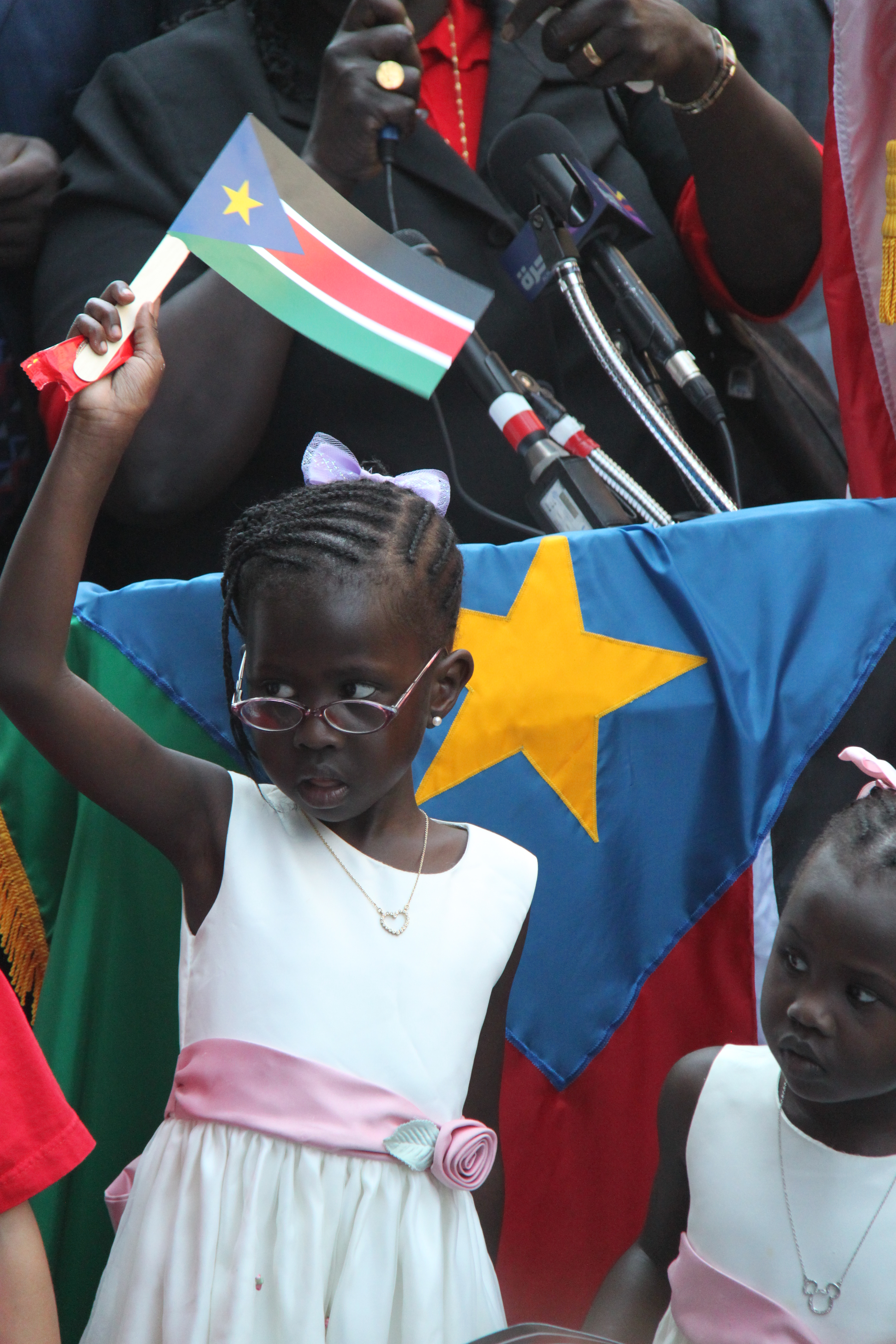
2012年7月9日，南苏丹儿童手举国旗庆祝国家独立一周年

南苏丹第一次苏丹内战和第二次苏丹内战之后的自治政府的自治范围

1820年代埃及開始統治北蘇丹并擴展至南蘇丹，在此之前南蘇丹的歷史幾乎没有任何記載，相關資料幾乎全憑口頭歷史。根據這些記錄，公元10世紀前尼羅人遷入，成為這裡最早的居民。
18世紀末英國占領南蘇丹，1899年英國和埃及共同統治南蘇丹。由於種族、宗教、文化等差異，英國原本希望統合南蘇丹和烏干達，但是1947年的朱巴會議決定統合南北蘇丹。
1955年蘇丹南、北方衝突，第一次蘇丹內戰爆發。1972年在阿迪斯阿貝巴簽署的《阿迪斯阿貝巴協定》給予南蘇丹地區有限度的自治權，內戰一時終結。
1983年蘇丹總統尼梅瑞宣佈在全國實施伊斯蘭律法，引起南方的不滿，南方反抗軍蘇丹人民解放軍起對抗政府，第二次蘇丹內戰爆發。2005年1月9日，南北雙方簽署《全面和平協議》（Comprehensive Peace Agreement），結束長達21年的內戰。協定賦予南方自治權，北方實施的伊斯蘭律法在南方不適用，並於2011年1月9日舉行决定是否獨立的公民投票。
2011年舉行南蘇丹獨立公民投票。2011年1月30日公布的初步計票结果顯示，98.83％参加公投的人支持獨立。2011年1月31日，蘇丹副總統表示承認公投结果。2011年1月23日，独立後政權執行委員會的一名成員稱，“出於熟悉程度和便利”，独立後的國名定為南蘇丹共和國。其他曾考慮使用的國名包括古代猶太人聖經上記載的「古實」（Cush）、尼羅河共和國（Nile Republic）、新蘇丹（New Sudan）。同年7月9日蘇丹總統宣布正式承認南蘇丹共和國，南蘇丹正式成為非洲的第54個國家。
2011年6月6日，南北蘇丹爆發武裝衝突，最後雙方同意撤出阿卜耶伊。6月底，包括聯合國代表的數名國際談判人員建議讓4200名衣索比亞士兵駐守阿卜耶伊以維持和平。
2011年7月14日，第65届聯合國大會紐約當地時間7月14日以鼓掌方式一致通過決議，正式接納南蘇丹共和國为聯合國第193個會員國。
2013年12月14日，南苏丹共和国的苏丹人民解放军一個派別試圖發動政變。萨尔瓦·基尔·马亚尔迪特總統次日宣布已鎮壓政變成功，但戰鬥在12月16日恢復，且內戰至今。
2014年6月，美国《外交政策》杂志和研究机构“全球化指數”公布了2013年全球“失敗國家指數”（Fragile States Index）排行榜，南苏丹以112.9分位居榜首。
2013年12月，基尔总统和他的前副手里克·马查尔之间爆发了政治权力斗争，因为总统指责马查尔和其他十人企图进行在南苏丹的政变未遂。战斗爆发了，点燃了南苏丹内战。乌干达军队被部署与南苏丹政府军一起对抗叛军。联合国在该国派驻了维和人员，作为联合国南苏丹特派团的一部分。苏丹人民解放运动和政府间发展管理局（伊加特与苏丹人民解放运动反对派）调解了多次停火，随后被打破。2015年8月，在联合国制裁双方的威胁下，埃塞俄比亚签署了一项和平协议。马查尔于2016年回到朱巴，被任命为副总统。朱巴发生第二次暴力事件后，马查尔的副总统之位被替换，他逃离了这个国家。随着冲突再次爆发，叛军内讧已经成为冲突的主要部分。总统和马龙·阿万领导的丁卡派之间的竞争也导致了战斗。2018年8月，另一份权力分享协议正式生效。
据估计大约有40万人在战争中丧生，包括著名的暴行，如2014年本提乌大屠杀。虽然两人都有南苏丹种族分歧的支持者，但随后的战斗是群殴，叛军以基尔的丁卡族成员为目标，政府军士兵袭击努尔人。超过400万人流离失所，其中约180万人在国内流离失所，约250万人逃到邻国，特别是乌干达和苏丹。2020年2月20日，萨尔瓦·基尔·马亚尔迪特和里克·马查尔同意达成和平协议，并于2020年2月22日组建了民族团结政府。

## 地理

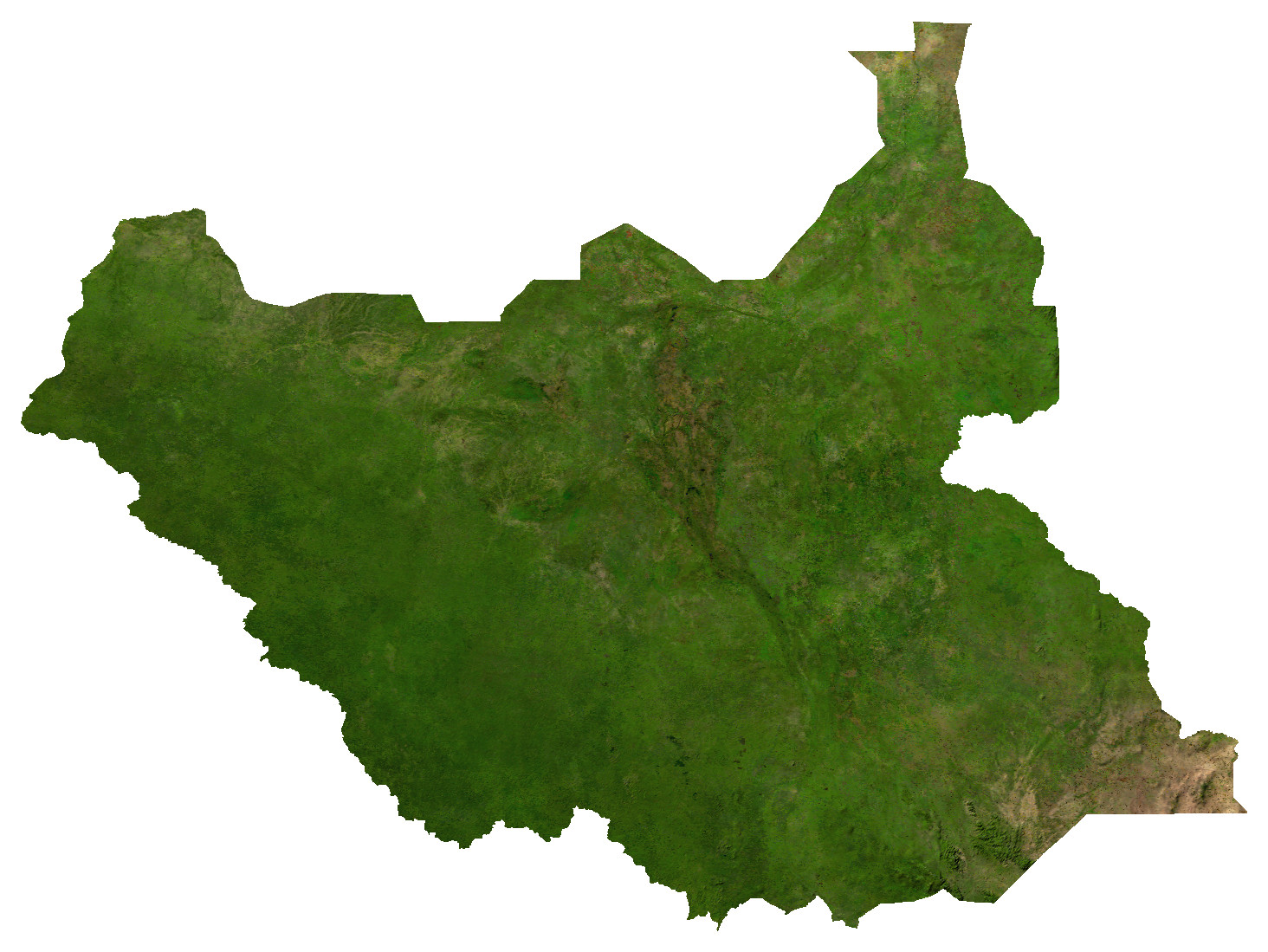
南蘇丹的衛星圖像

南蘇丹佔地近62萬平方公里，北接蘇丹，東接衣索比亞，南接肯亞、烏干達、剛果民主共和國，西接中非共和國。
南苏丹大致位處北緯10度的緯線以南（首都朱巴位於北緯10度），地形以熱帶雨林、草原及沼澤為主。南蘇丹地區全年雨量由600至2,000公厘不等，每年的5到10月為雨季，由於白尼羅河流經本區時，坡度特小，只有一萬三千分之一，故來自烏干達及衣索比亞兩方面的洪水，行抵本區。流速轉緩，大為氾濫，形成一大片沼澤──蘇德沼澤，當地的尼罗特人，均在雨季前即行遷居於高地，必待洪水退去，他們才再由高地遷往河岸或有水的窪地區。尼羅黑人半農半牧，農業以木薯、花生、甘藷、高粱、芝麻、玉米、水稻、豇豆、豆類及蔬菜為主，
牧業以牛最為重要，因本區樹林尚少，並有半年乾旱，均不利於采采蠅在此發育。故南蘇丹為重要的牛產地，此外，魚產亦多。
白尼羅河流經的台地地區，形成了蘇德沼澤，是非洲主要溼地之一，雨季時，該沼澤面積可達51,800平方公里以上，附近部落會以蘆葦編成浮島，在浮島上暫居捕魚，形成一種浮動式捕魚營地。此外，每年白尼羅河的氾濫，對沿岸部落放養牛群的牧草地恢復也相當重要。境內有南方國家公園、巴丁吉羅國家公園、波馬國家公園。
南苏丹东南部与肯尼亚、埃塞俄比亚交界的卡波埃塔州三角地帶，为一片有争议的土地，現由肯尼亚管轄，但南蘇丹和埃塞俄比亚各自宣稱擁有这一地区的所有權。

### 氣候
氣候以熱帶乾濕季氣候為主，全年四季變化不明顯。每年5月至10月為雨季，11月至翌年4月為旱季。

## 政治

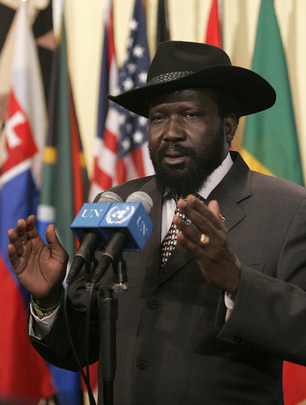
南蘇丹第一位總統薩爾瓦·基爾·馬亞爾迪特

南蘇丹政治版圖（2012）

2011年7月7日，過渡憲法通過，確立總統制政府。現任（第一任）總統是薩爾瓦·基爾·馬亞爾迪特，於2011年7月9日上任，為期五年。在建國最初，聯合國將設立7,900人維和特派團，包括7,000人的軍隊和900人的警察，以鞏固南蘇丹立國後的和平與安全，為期一年。南蘇丹實行三權分立及兩院制，行政、立法及司法獨立。南蘇丹國會（上議院和下議院）為國家立法機構。
根據《全面和平協定》，司法機構由最高法院、上訴法院、高等法院及其他法院組成。最高法院由院長、副院長和五名法官組成，全部皆由總统提名。
根據《南蘇丹共和國憲法》，總統為國家元首，副總統為國家備位元首暨副元首，2020年2月成立的联合政府包括五位副总统。南蘇丹獨立後，馬查爾擔任第一副總統，至2013年7月被總統基爾免職。在南苏丹共和国解决冲突协定（ARCSS）于2015年8月签署后，随着南苏丹总统和前南苏丹副总统里克·馬查爾的既存立场，联邦政府便成立了“南苏丹第一副总统”的新职位。 这两个职位的任职者仍在任职。与宪法永久性特征的总统和副总统职位不同，第一副总统职位将在ARCSS规定的过渡期结束后不再存在，除非永久宪法另有决定。
他於2013年12月發動軍事政變，企圖推翻南蘇丹總統薩爾瓦·基爾·馬亞爾迪特為首的政府。雙方內戰持續，至2014年已造成超過一萬人喪生。
2016年，馬查爾回國履行《南蘇丹和平協議》，2016年4月就任「南蘇丹民族團結過渡政府」第一副總統，自任期開始時生效。2016年7月，支持馬查爾的士兵與支持基爾的士兵在首都朱巴發生衝突，造成約300人喪生。事後馬查爾一直沒有返回朱巴，7月25日基爾發佈總統令，宣佈解除馬查爾的第一副總統職務。
2018年9月，馬查爾和基爾再次簽署和平協議。2018年10月31日，馬查爾在離開朱巴兩年多以來首度返回朱巴，出席由總統基爾主持的一項儀式。最終在1年多後再就任副總統。

### 政黨
現時南蘇丹有10個政黨，分別為苏丹人民解放运动（SPLM）、全国大会党（NCP）、苏丹非洲联盟（SANU）、团结民主阵线（UDF）、苏丹非洲党第一联盟（USAP 1）、苏丹非洲党第二联盟（USAP 2），团结民主拯救阵线（UDSF）、南苏丹民主论坛（SSDF）、苏丹人民解放运动民主变革派（SPLM-DC）、南苏丹共产党（CPSS）。苏丹人民解放运动（SPLM）為執政黨。南苏丹解放运动（SSLA）是国内最大反对派别。

### 國會
南蘇丹國會是南苏丹的国家立法机关。南苏丹国会实行两院制，由州委员会和国民议会组成。本届国民议会和州委员会于2011年8月成立。国民议会共332名议员，任期4年，现任议长为马纳斯·迈古克·伦迪艾尔。州委员会共50名议员，任期4年，现任议长为约瑟夫·波尔·钱。

## 军事
苏丹人民解放军-南苏丹国防军是南苏丹共和国的武装力量；由海军、陆军、空军组成。现役人数210,000人。2017年由苏丹人民解放军改组而来。目前处于南苏丹内战当中，与南苏丹前副总统里克·马查尔领导的苏丹人民解放军反对派及南苏丹解放运动地方武装进行战斗。

## 行政區劃

按英埃蘇丹的3个历史省份（今南苏丹的大区）划分的南苏丹各行政区划
加扎勒河大区
赤道大区
大上尼罗大区

南苏丹共和国最初由10个州（state）组成，这些州划分自3个大区（region），3个大区对应原英埃蘇丹时期的省份（province），各州又下分为180个郡（county）。2015年12月24日，南蘇丹總統基爾宣佈全國改劃為28個州。2017年1月14日，基尔总统宣布将联邦州的数目从28个增至32个。2020年2月22日，根据结束南苏丹内战的和平协议，28个州恢复为最初的10个州，外加皮博尔行政区、鲁翁行政区以及具有特殊行政地位的阿卜耶伊地区。
| 旗帜 | 州/行政区      | 首府     | 行政长官              | 人口 (2010年) | 面积 (km²) | 人口密度 (/km²) | 大区         |
| ---- | -------------- | -------- | --------------------- | ------------- | ---------- | --------------- | ------------ |
|      | 北加扎勒河州   | 阿維爾   | Tong Aken Ngor        | 820,834       | 30,543.30  | 26.87           | 加扎勒河大区 |
|      | 西加扎勒河州   | 瓦烏     | Sarah Cleto Rial      | 358,692       | 91,075.95  | 3.94            | 加扎勒河大区 |
|      | 湖泊州         | 倫貝克   | Makur Kulang          | 782,504       | 43,595.08  | 17.95           | 加扎勒河大区 |
|      | 瓦拉卜州       | 夸喬克   | Bona Panek Biar       | 1,044,217     | 45,567.24  | 22.92           | 加扎勒河大区 |
|      | 西赤道州       | 延比奧   | Alfred Futiyu         | 658,863       | 79,342.66  | 8.30            | 赤道大区     |
|      | 中赤道州       | 朱巴     | Emmanuel Adil Anthony | 1,193,130     | 43,033.00  | 27.73           | 赤道大区     |
|      | 东赤道州       | 托里特   | Louis Lobong Lojore   | 962,719       | 73,472.01  | 13.10           | 赤道大区     |
|      | 琼莱州         | 博爾     | Denay Jock Chagor     | 1,228,824     | 80,926.00  | 待定            | 大上尼罗大区 |
|      | 团结州         | 班提烏   | Joseph Monytuil       | 399,105       | 待定       | 待定            | 大上尼罗大区 |
|      | 上尼罗州       | 馬拉卡勒 | 待宣布                | 1,013,629     | 77,283.42  | 13.12           | 大上尼罗大区 |
|      | 阿卜耶伊地地区 | 阿卜耶伊 | Kuol Deim Kuol        | 124,390       | 10,546.00  | 待定            | 加扎勒河大区 |
|      | 皮博尔行政区   | 皮博爾   | Joshua Konyi          | 214,676       | 41,962.00  | 待定            | 大上尼罗大区 |
|      | 鲁翁行政区     | 帕里揚   | William Chol Awolich  | 246,360       | 待定       | 待定            | 大上尼罗大区 |

### 首都
由於現時首都朱巴基礎建設不足，以及城市增長過於急速，使政府管理困難。故此，政府於2011年2月採取決議，計劃在其他地方建設有完善規劃的新城市，作為新首都。都市計畫會類似奈及利亞的阿布贾、緬甸的内比都，以及巴西的巴西利亞。政府發言人在2011年7月表示，政府正評估以拉姆塞尔作為新首都的可行性。拉姆塞尔位於湖泊省，靠近中赤道省、東赤道省及瓊萊省的邊界，在地理位置上接近國家的中心。據宣稱，約翰·加朗去世前亦曾經表示打算將首都遷至拉姆塞尔。

### 主要城镇

南蘇丹主要城鎮分布圖

根据2010年的人口数据，该国人口最多的10个城镇如下：
1. 朱巴 - 372,410人
2. 耶伊 - 185,000
3. 瓦烏 - 151,320
4. 馬拉卡爾 - 139,450
5. 尼穆萊 - 45,000
6. 戈格里亞勒 - 44,600
7. 延比奧 - 40,400
8. 倫貝克 - 32,100
9. 倫克 - 26,850
10. 博爾 - 26,800

## 外交

目前承認南蘇丹為獨立的國家
南蘇丹
承認南蘇丹的國家

南蘇丹在非洲聯盟里的位置

南蘇丹建國後，世界各國皆迅速承認南蘇丹。非洲聯盟亦承認南蘇丹為第54個成員國。
- 美國、中華人民共和國[54]、埃及、日本、南韓、英國、法國及俄羅斯等[55]分別宣佈承認南蘇丹為獨立國家。其中中華人民共和國通過其國家電視台（即中國中央電視台）向全國實況轉播該國開國大典，並向該國派駐維和部隊協助其管理國家的防衛工作。
- 蘇丹亦宣佈承認南蘇丹為獨立國家，但目前其和南蘇丹在石油問題仍存在爭議，因為獨立前的南蘇丹地區是蘇丹的主要石油來源，但是煉油及出口等工作主要是由蘇丹北部負責，因此石油資源和工作的分配是兩國的主要問題。在北蘇丹，即蘇丹共和國的南部蘇丹人民在獨立後的國籍歸屬問題，也是雙方的一個爭論點。南蘇丹政府2012年3月宣佈哈季利季油田屬於南蘇丹。隨後，蘇丹和南蘇丹軍隊在哈季利季油田附近持續發生衝突。蘇丹政府指責南蘇丹軍隊當天對哈季利季油田發動襲擊，「悍然入侵蘇丹領土」。
- 中華人民共和國和美國在2011年開始，對南蘇丹進行基礎建設及教育援助政策。

現時南蘇丹是聯合國、非洲聯盟及東部和南部非洲共同市場成員之一，並計劃加入英聯邦、東非共同體、國際貨幣基金組織及世界銀行集團。另外，阿拉伯國家聯盟已證實，若南蘇丹向他們尋求加入，可獲得觀察員國的資格。2011年11月25日，南蘇丹加入東非政府間發展組織。

## 經濟
南蘇丹的石油產量佔分裂前原蘇丹石油出口总量的85%，石油是南蘇丹的重要經濟來源。南苏丹基础设施薄弱，是世界上最贫穷的国家之一。

經2011年公民投票而獨立的南蘇丹

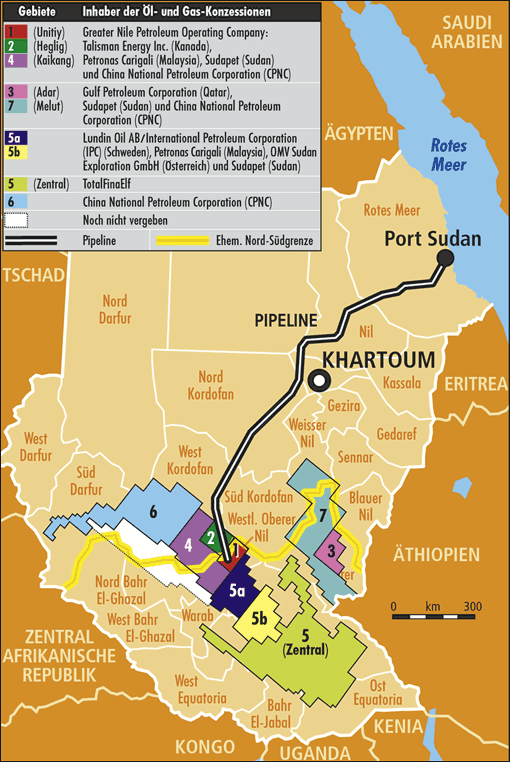
南苏丹的石油分佈

## 社會

### 人口

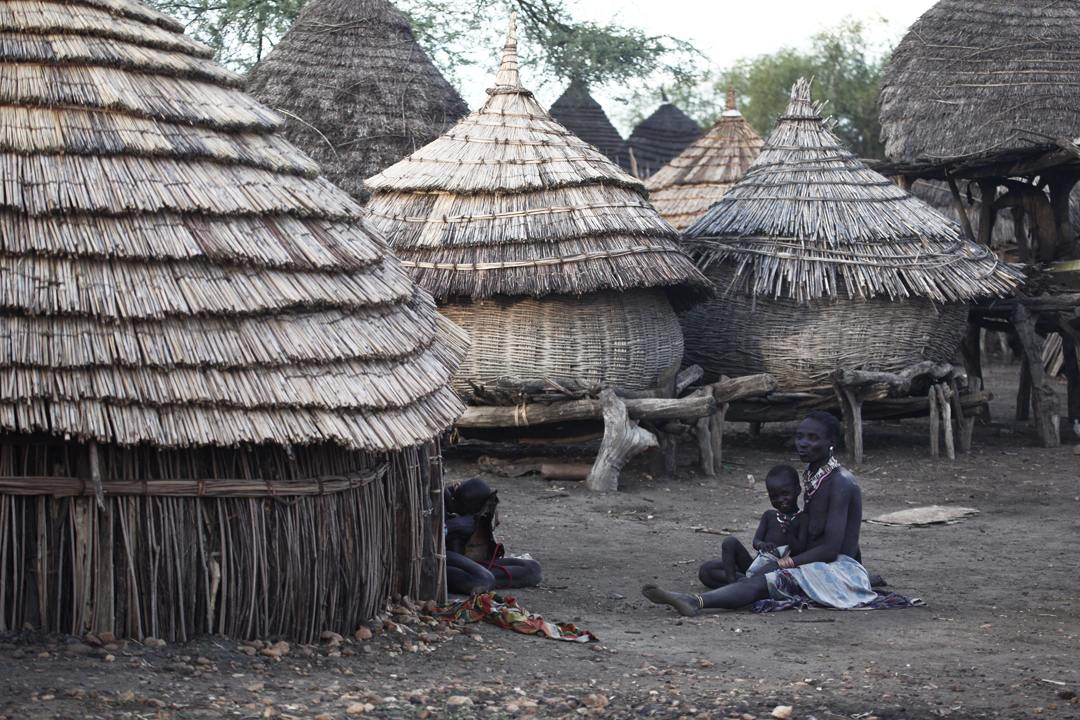
南蘇丹傳統村落

南苏丹共和国以黑人為主，以信仰基督教和泛靈論佔多數，少數信仰伊斯蘭教等宗教，不同於主要信奉伊斯蘭教為主的蘇丹共和国。種族與信仰的差異亦是蘇丹一分為二的主因之一。族群以丁卡人最多，其次有努爾人等。

### 語言
過去為英國殖民地，受英國統治的影響，英語廣泛使用，也是南蘇丹的官方語言。
此外，南蘇丹的本土語言有丁卡語、努埃爾語等六十多種語言，多數南蘇丹本土語言屬於尼羅-撒哈拉語系,在部分地区通用阿拉伯语。

### 宗教
南蘇丹主要是信仰基督教和泛靈論，与主要是信仰伊斯蘭教的蘇丹不同。
1956年上一次人口普查時，蘇丹最多是基督教和伊斯蘭教，其次是南蘇丹的宗教包括傳統土著宗教，其中多數遵循傳統信仰。南蘇丹大部分保持傳統的土著泛靈論（有時稱為作為萬物有靈論）。美國聯邦政府研究部根據在美國國會圖書館：在20世紀90年代初可能不超過10％的南蘇丹人口是基督徒，而蘇丹的官方記錄宣稱，包括南蘇丹人口，25％的人按照傳統宗教和5％是基督徒。在2005年，一些新聞報導聲稱大多數的基督徒，是蘇丹聖公會，有200萬信徒。同樣，根據《世界基督教百科全書》，自1995年以來天主教會是在蘇丹最大的基督教教會，主集中在南蘇丹的有270萬教徒。
南蘇丹總統基爾是天主教基督徒，他在朱巴在發表独立宣言時指出，南蘇丹是一個尊重宗教自由的國家。其中基督徒大部分是屬於天主教會和聖公會，雖然其他教派也很活躍，但萬物有靈的信仰往往與基督教信仰混合。

### 教育
南蘇丹現時行「8+4+4」義務教育制度，即八年小學教育、四年中學及四年大學教育。教育語言上與使用阿拉伯語的蘇丹不同，南蘇丹採用英語為主。然而，南蘇丹現時面臨英語教師以及以英語為母語的專業技術教師嚴重短缺的問題。高等教育有朱巴大學等。

### 交通

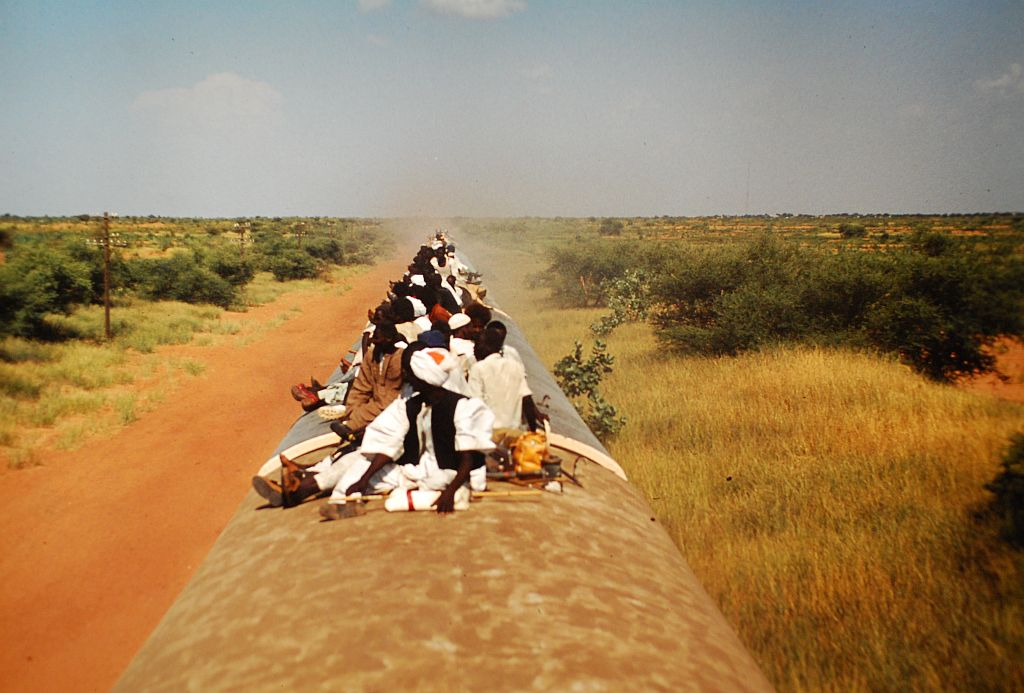
正在前往瓦烏的火車

朱巴機場是國內最繁忙及設施最完善的機場，並且有多條固定國際航線連接坎帕拉、内罗毕、開羅、亚的斯亚貝巴及喀土穆。其它地方機場的跑道仍以泥地為主。
道路因內戰而遭受嚴重破壞。鐵路方面，國內有全長248公里的窄軌鐵路由蘇丹南部邊境連接至南蘇丹第二大城市瓦烏。未來發展方面，南蘇丹正計劃將鐵路延伸至首都朱巴及鄰國烏干達及肯亞的鐵路網。

## 外部連結
- 南蘇丹政府
- 南蘇丹概況（页面存档备份，存于）

7°N 30°E / 7°N 30°E